# Yumenoshima
Yumenoshima (夢の島, littéralement « île du/des Rêve(s) ») est un district de Kōtō, Tokyo, au Japon, qui consiste en une île artificielle, construite sur un terre-plein à l'aide de remblais dans la baie de Tokyo.

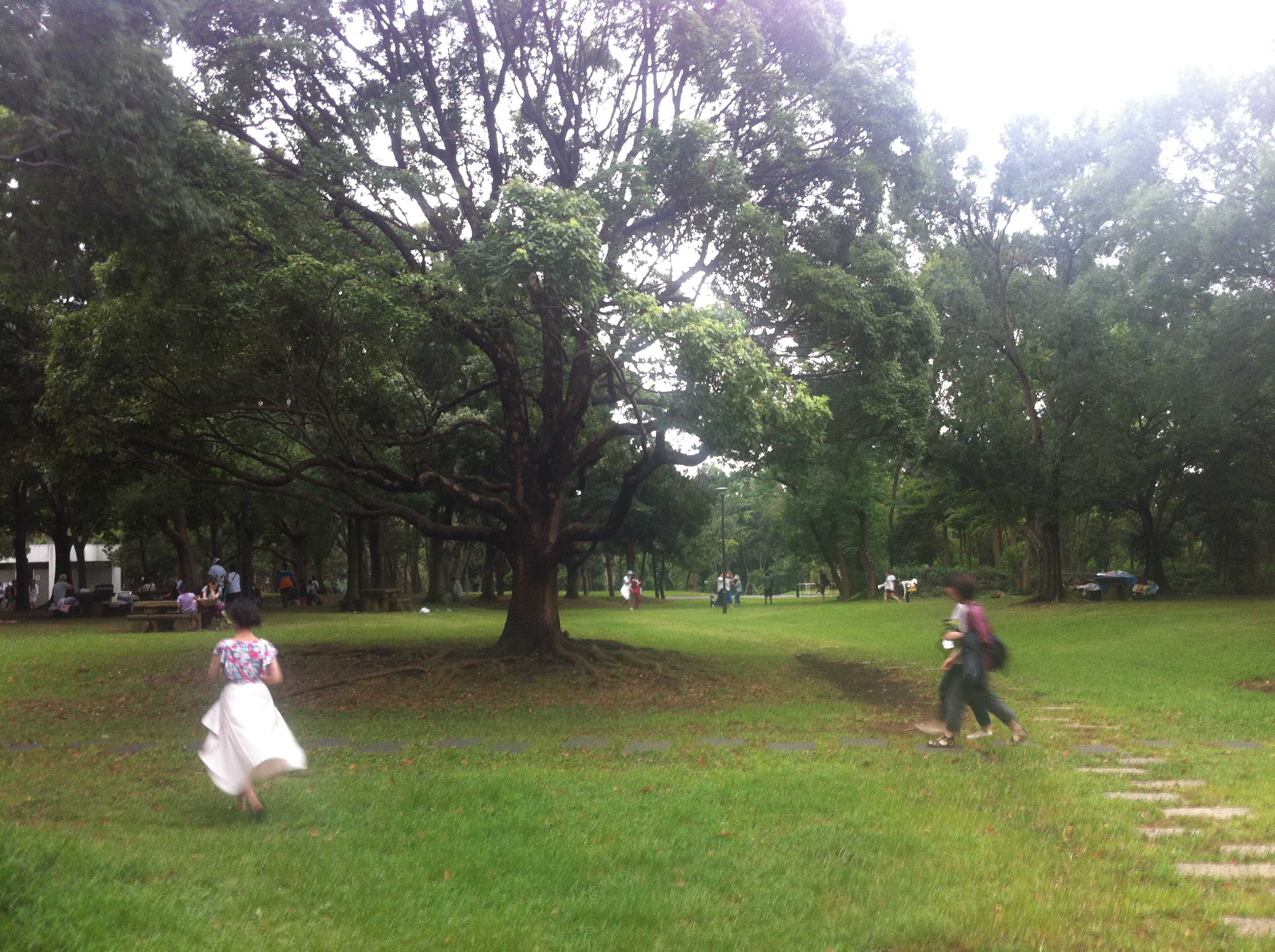
Parc de Yumenoshima en 2014.

L'île fut d'abord conçue comme le site d'un nouvel aéroport municipal des années trente pour remplacer l'aéroport de Tokyo, alors à Haneda. Les plans en sont terminés en 1938, mais les travaux qui débutent en 1939 sont retardés par la guerre. Les autorités d'occupation du Japon préfèrent agrandir Haneda que construire un nouvel aéroport. Une plage publique est ouverte sur l'île en 1947 d'où l'adoption de son nom actuel, Yume-no-shima. La plage ferme en 1950 et après 1957, l'île sert de dépôt d'ordures (Kōtō concentre alors la moitié des ordures tokyoïtes). L'île s'étend depuis sur 1,53 km2 et comprend les structures suivantes :
- le parc de Yumenoshima, un parc public ouvert en 1988 sur le site de la décharge, comprenant notamment un jardin botanique tropical[1], un complexe sportif avec notamment un gymnase, une zone pour le barbecue, une marina pour le yachtisme et un stade d'athlétisme ;
- le terrain de baseball de Yumenoshima ;
- l'incinérateur d'ordures de Kōtō.

Yumenoshima abrite aussi le Daigo Fukuryū Maru. Pour les Jeux olympiques d'été de 2020 sont construits sur l'île un stade pour les sports équestres et un stand de tir à l'arc.